# Refinería de Santa Cruz de Tenerife

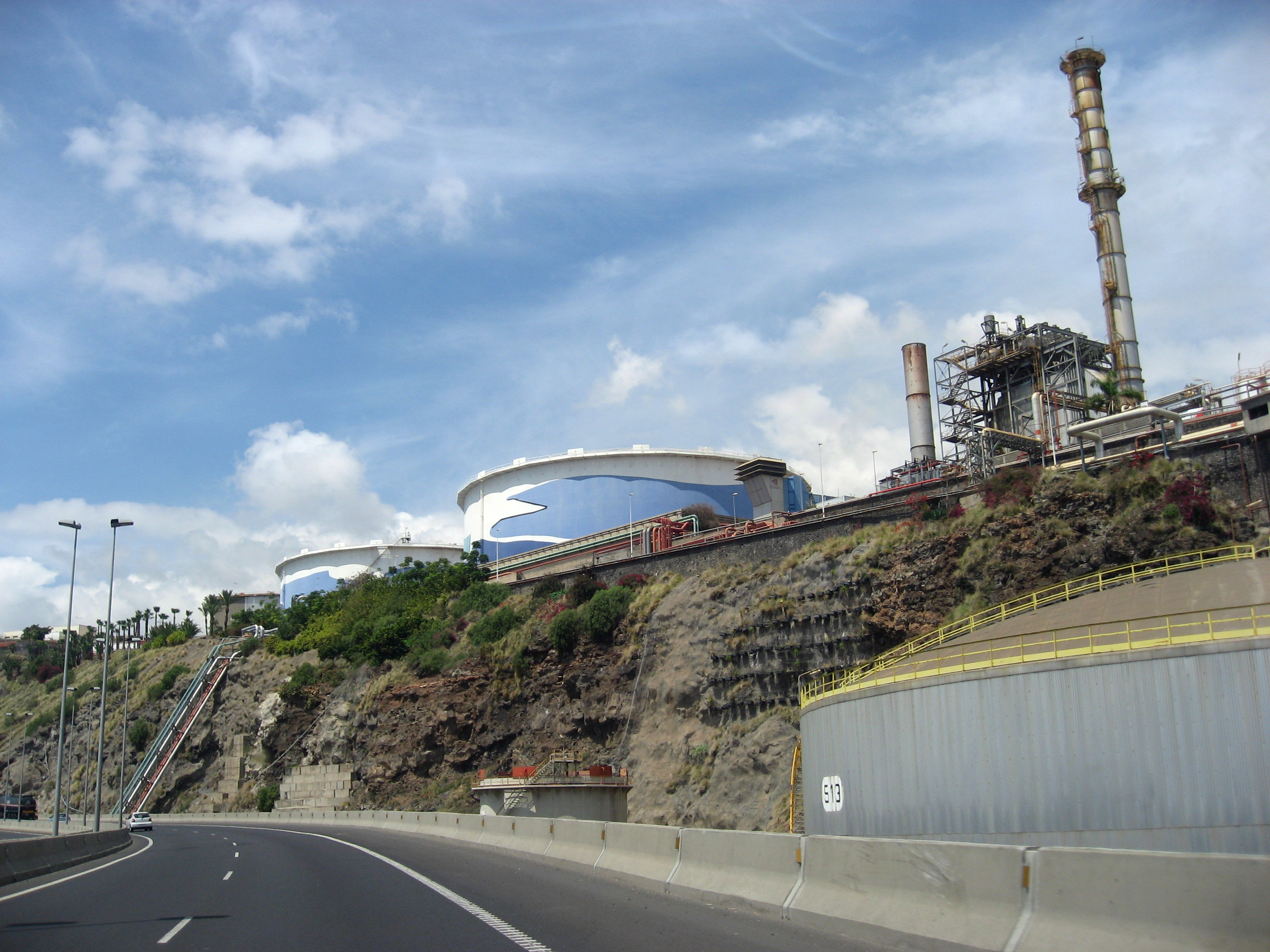
Instalaciones de la refinería desde la Autovía de Penetración

La Refinería de Petróleo de Santa Cruz de Tenerife es una refinería de petróleo, actualmente en proceso de desmantelamiento, propiedad de Moeve (CEPSA). Situada en el municipio español de Santa Cruz de Tenerife (Canarias), comenzó a operar en 1930 para sustentar la base de abastecimiento energético de Canarias hasta su cierre definitivo en el año 2013 y posterior desmantelamiento, proceso que se inició en el año 2022. En su momento, fue la industria más grande e importante del archipiélago, además de haber sido la refinería más antigua de España. Su situación estratégica le permitió abastecer de derivados petrolíferos a diversos mercados (canario, peninsular, africano y americano).

## Historia
El 26 de septiembre de 1929, se constituye la Compañía Española de Petróleos, S.A. (CEPSA). En sus inicios, CEPSA tenía concesiones en Venezuela y se pensó en crear la refinería “Tenerife” para dar salida a éstas y futuras concesiones donde la Compañía incrementara su participación. Tomada la decisión, la planta debería construirse en una zona en la que no se extendiera el monopolio de petróleos, dado que CAMPSA se opuso a que se construyeran refinerías privadas en el área de su jurisdicción, aunque fuesen en régimen de puerto franco.
Dos fueron las alternativas barajadas por CEPSA para la instalación de su refinería, Ceuta y las Islas Canarias. La elección de Canarias y, en concreto la isla de Tenerife, se debió, fundamentalmente, a su situación geográfica y a los puertos de Santa Cruz y Las Palmas, puntos donde convergían numerosas líneas internacionales de navegación. Una vez decidida su ubicación —a las afueras de la ciudad por aquel entonces— se contrató, en enero de 1930, con la firma americana Bethlehem Steel Co., la construcción de la Refinería, entrando en funcionamiento ocho meses más tarde.

## La Refinería
La refinería “Tenerife” de CEPSA ocupa una superficie de 500.000 m² y emplea directamente a más de 400 personas con contratos fijos y un número muy superior si se tiene en cuenta a las empresas auxiliares, así como al empleo indirecto que este tipo de industrias generan en el Archipiélago.
Tras un proceso de renovación tecnológica iniciado por la refinería "Tenerife" en los años ochenta para mejorar, entre otras, la calidad y los rendimientos de los procesos productivos, así como poner en marcha una sala de control asistida por ordenador para controlar la producción y generación de energía, la capacidad anual de refino ha alcanzado las 4.500.000 toneladas actualmente.
En 2012, la refinería “Tenerife” comenzó a producir biodiésel en sus instalaciones mediante el tratamiento de aceites vegetales usados (aceites de fritura). Con ello, CEPSA ha conseguido reutilizar un producto altamente contaminante para las plantas de aguas residuales canarias, obteniendo combustible bio de automoción. La voluntad de la Compañía es que esta planta trate, a corto plazo, todos los aceites vegetales usados de las siete Islas.
La Refinería, construida en 1930, ha visto como la ciudad ha ido creciendo alrededor de sus instalaciones. Actualmente, es objeto de debate por su ubicación en el municipio de Santa Cruz de Tenerife. La nueva zona de expansión de la ciudad, en el barrio de Cabo Llanos, fue en su día parte de la propia refinería que ha ido cediendo terreno por el crecimiento de la ciudad en las últimas décadas. Esta Refinería suministra productos petrolíferos no sólo al archipiélago canario sino también al mercado ibérico, africano y americano.
Santa Cruz de Tenerife y La Coruña son las únicas capitales de provincia de más de 100.000 habitantes que albergan dentro de su casco urbano una refinería de petróleos.
En junio de 2018 se anunció el desmantelamiento de la refinería. Esta, obstaculizaba el desarrollo y la expansión de la ciudad hacia el sur. Se espera que en 2030 la industria abandone definitivamente la ciudad, y en los terrenos que ocupa se levantará una nueva trama urbana con viviendas, hoteles, comercios y zonas verdes.